# جامعة بكين للبريد والاتصالات
جامعة بكين للبريد والاتصالات (بالصينية: 北京邮电大学) هي جامعة وطنية رئيسية في الصين تتميز بالتدريس والبحث في مجال الاتصالات السلكية واللاسلكية والكمبيوتر والهندسة الإلكترونية. صنفت الجامعة كواحدة من أفضل كليات الهندسة في الصين حسب تصنيف وزارة الاعليم الصينية لقائمة الجامعات المزدوجة من الدرجة الأولى في الصين. في عام احتلت جامعة بكين للبريد والاتصالات المرتبة 28 في علوم الكمبيوتر في العالم 2017 بحسب تصنيف "أفضل الجامعات العالمية". تضم الجامعة 15 مدرسة ولديها برنامج مشترك مع جامعة الملكة ماري في لندن.

## أنظر أيضا
- قائمة جامعات الصين